# Elecciones municipales de 2021 en Valparaíso
Las elecciones municipales de Valparaíso de 2021 tuvieron lugar el 15 y 16 de mayo de 2021, así como en todo Chile, para elegir a los responsables de la administración local, es decir, de las comunas. En el caso de la capital de la Región de Valparaíso, esta eligió a su alcalde y a 10 concejales.

## Resultados
A continuación, los resultados según los datos del Servel con el 100% de las mesas escrutadas.

### Elección de Alcalde
| Alcalde actual          | Jorge Sharp Fajardo (Ind.) | Jorge Sharp Fajardo (Ind.) | Jorge Sharp Fajardo (Ind.) | Jorge Sharp Fajardo (Ind.) | Jorge Sharp Fajardo (Ind.) |
| Candidato/a             | Pacto                      | Partido                    | Votos                      | %                          | Resultado                  |
| ----------------------- | -------------------------- | -------------------------- | -------------------------- | -------------------------- | -------------------------- |
| Carlos Bannen González  | Chile Vamos                | UDI                        | 25.379                     | 22,09%                     |                            |
| Marcelo Barraza Vivar   | Unidos por la Dignidad     | DC                         | 8.089                      | 7,04%                      |                            |
| Luis Schwaiger Rivera   | Unión Patriótica           | UPA                        | 1.372                      | 1,19%                      |                            |
| Claudio Reyes Stevens   | Independiente              | Ind.                       | 7.589                      | 6,60%                      |                            |
| Marcela Cortés González | Independiente              | Ind.                       | 7.709                      | 6,71%                      |                            |
| Jorge Sharp Fajardo     | Independiente              | Ind.                       | 64.766                     | 56,37%                     | Electo                     |

     Candidato a alcalde que ganó una primaria legal en la comuna, realizadas el 29 de noviembre de 2020.

### Concejales Electos
| Candidato                     | Pacto                         | Partido    | Votos | %    |
| ----------------------------- | ----------------------------- | ---------- | ----- | ---- |
| Alicia Zúñiga Valencia        | Chile Digno, Verde y Soberano | PCCh       | 5.644 | 4,84 |
| Vladimir Valenzuela Lillo     | Chile Digno, Verde y Soberano | Ind./PCCh  | 3.400 | 3,13 |
| Gilda Llorente Espinoza       | Chile Digno, Verde y Soberano | Ind./FREVS | 2.320 | 2,13 |
| Marianela Antonucci Santander | Chile Vamos                   | RN         | 1.971 | 1,81 |
| Camila Nieto Hernández        | Frente Amplio                 | CS         | 6.063 | 5,20 |
| Thelmo Aguilar Rojas          | Frente Amplio                 | Ind./CS    | 3.840 | 3,53 |
| Carla Sánchez Muñoz           | Unidos por la Dignidad        | Ind.       | 3.091 | 2,84 |
| Zuliana Araya Gutiérrez       | Unidad por el Apruebo         | PPD        | 7.707 | 7,09 |
| Daniel Morales Escudero       | Unidad por el Apruebo         | Ind./PPD   | 2.148 | 1,98 |
| Dante Iturrieta Méndez        | Chile Vamos                   | UDI        | 2.106 | 1,94 |